# Desfile do Dia da Vitória em Moscou de 1990
O Desfile do Dia da Vitória de Moscou de 1990 (português brasileiro) ou Desfile do Dia da Vitória de Moscovo de 1990 (português europeu) (russo: Парад Победы, tr. Parad Pobedy) ocorreu em 9 de maio de 1990 na Praça Vermelha em Moscou comemorando o 45º aniversário da Vitória na Europa ao mesmo tempo que marcou a vitória da soviética na Grande Guerra Patriótica. Foi o quarto e último desfile do Dia da Vitória a ser realizado na existência da União Soviética e também o penúltimo desfile militar realizado no país. O desfile foi inspecionado pelo Ministro da Defesa, Marechal Dmitry Yazov, e comandada pelo Comandante Geral do Distrito Militar de Moscou, Coronel-General Nikolai Kalinin.

## Visão geral
Cerca de 12,5 mil pessoas e 429 unidades militares participaram do desfile. Foi o último desfile soviético na Praça Vermelha, em comemoração à vitória na Grande Guerra Patriótica. Vale ressalatar que, o retrato de Vladimir Lenin não se fez presente na Praça Vermelha e essa prática perdura até os dia de hoje. O desfile também contou presente um carro alegórico que exibiu a Estátua do Soldado Libertador algo inédito num Desfile do Dia da Vitória.      Na véspera do desfile, Mikhail Gorbachev prestou sua homenagem depositando uma coroa de flores no Túmulo do Soldado Desconhecido. Após o grande desfile um desfile menor com a Waltham American Legion Band também foi realizado na Praça Vermelha após o grande desfile, que se tornou a primeira banda americana a tocar em Moscou.  

## Ordem completa do desfile

### Bandas militares
- Bandas militares em massa do Distrito Militar de Moscou

### Coluna de solo
- Corpo de Tambores do Colégio Militar de Música de Moscou
- Guarda de cor da Bandeira da Vitória
- Estandartes das frentes
- Batalhão de guardas de cores regimentais, de brigada e de divisão do Exército Soviético
- Regimento de veteranos
  - Heróis da União Soviética
  - Possuidores da Ordem da Glória
  - Veteranos participantes do Desfile da Vitória de 1945
  - Partidários
  - Civis condecorados com a Ordem da Glória do Trabalho
- Regimento histórico
- Academia Militar MV Frunze
- Academia Militar Política VI Lenin
- Academia de Artilharia Militar "Felix Dzerzhinsky"
- Academia Militar de Forças Blindadas de Malinovsky
- Academia de Engenharia Militar
- Academia Militar de Defesa e Controle Químico
- Academia da Força Aérea Yuri Gagarin
- Academia Zhukovsky de Engenharia da Força Aérea
- Colégio Naval MV Frunze
- Divisão Aerotransportada
- Instituto de Guardas de Fronteira de Moscou das Forças de Defesa de Fronteira da KGB "Conselho Municipal de Moscou"
- OMSDON Ind. Divisão Motorizada das Tropas Internas do Ministério de Assuntos Internos da URSS "Felix Dzerzhinsky"
- Escola Militar Suvorov
- Escola Naval Nakhimov
- Escola de Treinamento de Alto Comando Militar de Moscou "Soviete Supremo da RSFS da Rússia"

No tempo em que houve a transição das colunas terrestres para as colunas móveis, 30 cadetes das escolas Suvorov e Nakhimov se dirigiram até ao Mausoléu de Lenin para levar flores aos líderes soviéticos presentes. 

### Coluna Móvel
- Coluna histórica
  - T-34-85
  - SU-100
  - ZIL-157
  - ZIL-131
  - Lançadores de foguetes Katyusha
  - BRDM-2
- Coluna moderna
  - BTR-80
  - BMP-2
  - BMP-3
  - BMD-1
  - T-72
  - T-80
  - 2S1 Gvozdika
  - 2S3 Akátsia
  - 2S9 Nona
  - BM-21 Grad
  - BM-27 Uragan
  - 2A36 Giatsint-B
  - 9K35 Strela-10
  - 9K33 Osa
  - S-300
  - OTR-21 Tochka
  - 9K52 Luna-M
  - R-17 Elbrus

### Música
O pelotão de bandas que forneceu a música ao desfile foi comandada pelo Major General Nikolay Mikhailov.
Inspeção e endereço
1. Jubileu Marcha Lenta "25 Anos do Exército Vermelho" (Юбилейный встречный марш "25 лет РККА) por Semyon Tchernetsky
2. Marcha Lenta dos Tanquistas (Встречный Марш Танкистов) por Semyon Tchenertsky
3. Marcha Lenta dos Guardas da Marinha (Гвардейский Встречный Марш Военно-Морского Флота) por Nikolai Pavlocich Ivanov-Radkevich
4. Marcha do Batalhão de Fuzileiros Sapadores dos Guardas da Vida
5. Marcha do Regimento Preobrazhensky (Марш Преображенского Полка)
6. Marcha Lenta das Escolas de Oficiais (Встречный Марш офицерских училищ) por Semyon Tchernetsky
7. Marcha Lenta (Встречный Марш) por Dmitry Pertsev
8. Marcha Lenta do Exército Vermelho (Встречный Марш Красной Армии) por Semyon Tchernetsky
9. Marcha Lenta Vitória (Встречный Марш «Победа») por Yuriy Griboyedov
10. Marcha Lenta (Встречный Марш) por Severian Ganichev
11. Marcha Lenta dos Guardas da Marinha (Гвардейский Встречный Марш Военно-Морского Флота) por Nikolai Pavlocich Ivanov-Radkevich
12. Marcha Lenta (Встречный Марш) por Viktor Sergeyebich Runov
13. Glória (Славься) por Mikhail Glinka
14. Fanfarra do Desfile de Moscou (Московская Парадная Фанфара) por autor desconhecido
15. Hino Estatal da União Soviética (Государственный гимн Советского Союза) por Alexander Alexandrov
16. Fanfarra (Фанфара)

Coluna de Infantaria
1. Viva o Nosso Estado (Да здравствует наша держава) por Boris Alexandrov
2. Guerra Sagrada (Священная война) por Alexandr Alexandrov
3. A Despedida da Eslava (Прощание Славянки) por Vasiliy Agapkin
4. Precisamos de Uma Vitória (Нам Нужна Одна Победа) por Bulat Shalvovich Okudzhava
5. Dia da Vitória (День Победы) por David Fyodorovich Tukhmanov
6. Marcha Vitoriosa (Победный Марш) por Nikolai Pavlocich Ivanov-Radkevich
7. Em Defesa da Pátria (В защиту Родины) ,por Viktor Sergeyevich Runov
8. Em Guarda pela Paz (На страже Мира) por Boris Alexandrovich Diev
9. Marcha de Combate (Строевой Марш) por Dmitry Illarionovich Pertsev
10. Leningrado (Ленинград) por Viktor Sergeyeich Runov
11. Nós Somos o Exército do Povo (Мы Армия Народа) por Georgy Viktorovich Mavsesyan
12. Marcha Esportiva (Спортивный Марш) por Valentin Volkov
13. Dia da Vitória (День Победы) por David Fyodorovich Tukhmanov
14. Viva o Nosso Estado (Да здравствует наша держава) por Boris Alexandrov

Coluna Móvel e Conclusão
- Minha Querida Capital/Minha Moscou (Дорогая Моя Столица/Моя Москва) por Isaac Dunayevsky
- Precisamos de Uma Vitória (Нам Нужна Одна Победа) por Bulat Shalvovich Okudzhava
- Saudação a Moscou (Салют Москвы) por Semyon Tchernetsky
- Marcha dos Tanquistas (Марш Танкистов) por Semyon Tchernetsky
- Canção do Exército Soviético (Песня о Советской Армии) por Alexander Alexandrov

## Desfiles realizados em outras cidades
Para diversas repúblicas, este desfile foi o último ocorrido antes do dia da independência de suas nações. Entre estes estava a RSS da Letónia, em que o desfile do Distrito Militar do Báltico teve lugar na margem do Rio Daugava, em Riga, com a presença do Coronel-General Fyodor Kuzmin, que era comandante das tropas do distrito.  Outras cidades como Minsk ( RSS da Bielorrússia ) e Kiev (RSS da Ucrânia ) também realizaran desfiles. 